# Johnny Thomson
John "Johnny" Thomson (ur. 9 kwietnia 1922 w Lowell, zm. 24 września 1960 w Allentown) – amerykański kierowca wyścigowy.

## Kariera
Thomson wygrał mistrzostwa UCOA w klasie samochodów typu midget w latach 1948 oraz 1950. W 1952 wygrał mistrzostwa w tej klasie w dywizji zachodniej AAA.
Ścigał się także w mistrzostwach serii AAA i USAC w latach 1953–1960, startując w 69 wyścigach i wygrywając 7. W tych latach brał udział także w wyścigach Indianapolis 500.
Wygrał mistrzostwa USAC w sprincie w 1958. W 1954 wygrał wschodnie mistrzostwa w sprincie.
Zginął w 1960 w sprincie w Great Allentown Fair po tym, gdy jego samochód uderzył w płot.

## Starty w Indianapolis 500
| Rok  | Nr | Start. | Msc. | Okr. | Lider | Uwagi             |
| ---- | -- | ------ | ---- | ---- | ----- | ----------------- |
| 1953 | 56 | 33     | 32   | 6    | 0     | zapłon            |
| 1954 | 43 | 4      | 24   | 165  | 0     | awaria            |
| 1955 | 44 | 33     | 4    | 200  | 0     |                   |
| 1956 | 88 | 18     | 32   | 22   | 0     | wypadek           |
| 1957 | 10 | 11     | 12   | 199  | 5     |                   |
| 1958 | 7  | 22     | 23   | 52   | 0     | układ kierowniczy |
| 1959 | 3  | 1      | 3    | 200  | 40    |                   |
| 1960 | 3  | 17     | 5    | 200  | 10    |                   |

## Nagrody
- wpis do National Sprint Car Hall of Fame (1996)
- wpis do National Midget Auto Racing Hall of Fame (1997)